# X線小角散乱
X線小角散乱（Xせんしょうかくさんらん、英: small angle X-ray scattering）とは、X線を物質に照射し、散乱角が小さく散乱されたX線を測定することにより物質の構造情報を得る手法である。略してSAXSということも多い。あるいは、X線の小角度の散乱（小角散乱）の現象のことを指す。
X線の散乱を角度によって分類した場合、小角散乱と広角散乱（回折）とに大別される。どの程度の散乱角度から小角散乱というかは場合によって異なるが、通常は10度以下の場合をいう。広角散乱を利用する分析法（X線回折）は結晶中の原子配列のようなオングストロームオーダーの分析に使用されるのに対し、小角散乱法では微粒子や液晶、合金の内部構造といった数ナノメートルレベルでの規則構造の分析に用いる。
小角散乱法では、入射光に非常に近い位置での測定を行うため、精密な光学系と、場合によっては強力なX線源が必要となる。SPring-8やPF（PFリング）などの放射光を利用することも多い（国内の放射光施設では、KEK/PF、Spring-8、SAGA-LSに測定用ビームラインが設置されている）。

## タンパク質のX線溶液散乱法
SAXS はタンパク質の溶液内の構造を決める目的に良く用いられる。この場合必ずしも小角に限らないためX線溶液散乱法と呼ばれることが多い。X線溶液散乱法から得られる情報としては、まずGuinier plotによる慣性半径、Kratky plotから得られるタンパク質がコンパクトかunfoldしているか、等である。最近ではSvergunらの開発したDAMMIN、GASBORなどのプログラムにより立体構造の推定もできるようになった。